# Feinkost Dittmann
Die unter der Bezeichnung Feinkost Dittmann am Markt auftretende Reichold Feinkost GmbH mit Sitz im rheinland-pfälzischen Diez ist ein deutscher Lebensmittelhersteller und -vermarkter im Bereich der Antipasti und der Feinkost. Das Unternehmen ist Teil und bestimmendes Unternehmen des Dittmann-Konzerns, zu dem auch die Matithor GmbH und die Timm und Thorsten Reichold GmbH gehören.
Das Sortiment des Konzerns, der zu 100 % im Besitz der Familie Reichold ist, umfasst allein im Markenbereich über 500 Artikel. Mit rund 650 Beschäftigten wird in sechs Betrieben in Deutschland (am Standort Taunusstein) und im Ausland (Marokko, Spanien, Griechenland und Türkei) produziert; vier der Werke befinden sich in eigenem Besitz. Die Exportabteilung vermarktet eine Vielzahl an Feinkostartikeln in 26 Länder.

## Historie
Am 1. Juli 1901 gründete Karl Walter Dittmann das Gewerbe in Wiesbaden. Im Jahr 1930 wurde Leo Halbleib Teilhaber und übernahm 1952 die Geschäfte vollständig. Am 1. Juli 1965 trat der Wiesbadener Günter Reichold, gelernter Bankkaufmann, in das Unternehmen in der Dotzheimer Straße 26 in Wiesbaden ein. Seinerzeit betrug der Jahresumsatz 1,8 Mio. DM. 1971 ging das Unternehmen Feinkost Dittmann in den Besitz der Familie Reichold über.

## Marken und Produkte
Schwerpunkte des Sortiments sind mediterrane Antipasti wie Oliven, Kapern und Sardellen, Speiseöle und Balsamico-Essige sowie Spezialitäten für die asiatische Küche. Neben den Marken unter eigenem Label ist das Unternehmen auch als Importeur tätig. Feinkost Dittmann ist Alleinimporteur der Olivenöle „La Española“ und „Olyssos“ sowie der Essige der Marke „Emiliani“ und der Asiatischen Marke „Real Thai“. Eigene Marken im Sortiment sind „Casa Deliziosa“ (italienische Antipasti), „Chi Wan“ (asiatische Feinkost), „Ajolix“ (marinierte Knoblauchspezialitäten) und „Teufli“ (Pfefferonen mit Frischkäsefüllung). Zudem wird auch für Handelsmarken wie Kaufland Produziert. "K-Classic".